# Miguel Arroyo Arboleda

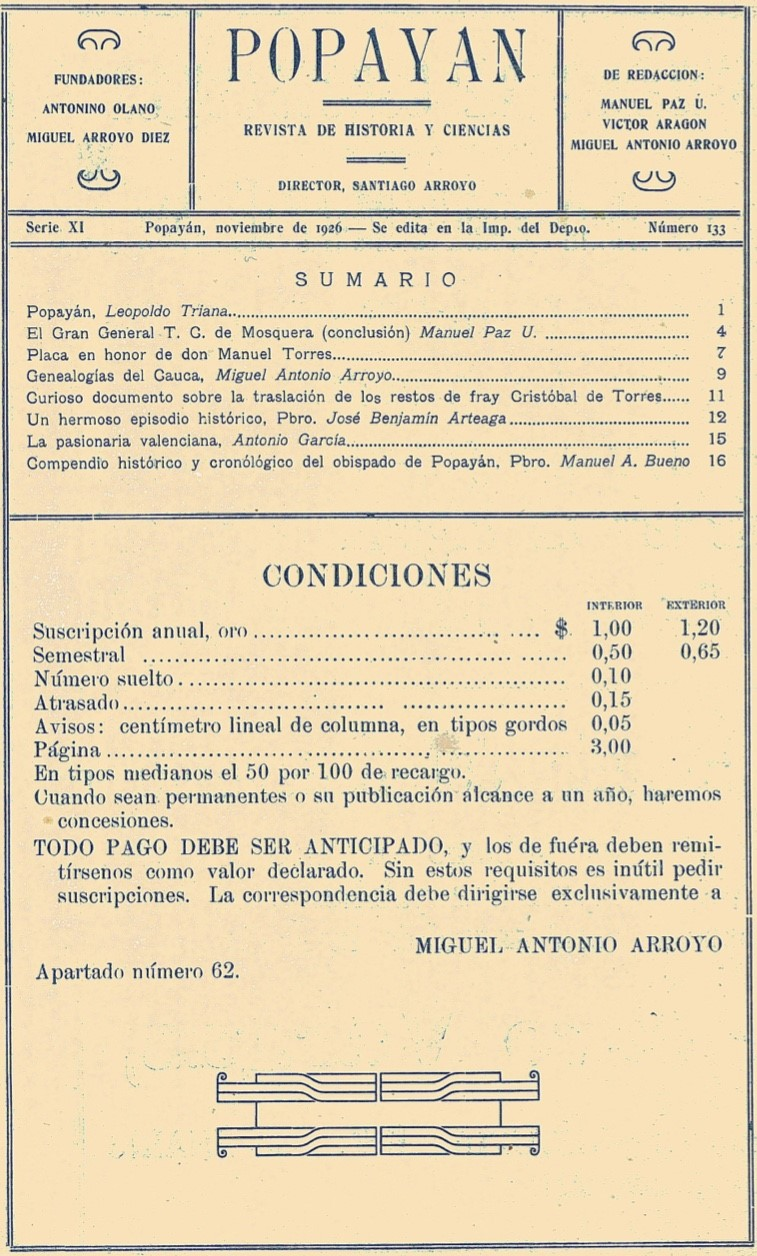
Impressum de una edición de la revista Popayán de 1926 con Arroyo como miembro del Comité de Redacción y autor de uno de los artículos.

Miguel Antonio Arroyo Arboleda (Popayán, 1900-Cali, 1966) fue un político, escritor e historiador colombiano que se desempeñó como alcalde de Popayán en 1951 durante la administración del Presidente Laureano Gómez.

## Biografía
Nació en Popayán en el seno de una familia aristocrática. Su infancia transcurrió entre su casa en Popayán y la hacienda Genagra, de propiedad de su familia paterna hasta la segunda década del siglo XX.

### Trayectoria
Desarrolló una activa producción escrita en periódicos locales, así como en la Revista Popayán, fundada por su tío Miguel Arroyo Diez, en la que demostró amplios conocimientos de historia, sociología y genealogía.
Fue designado alcalde de su ciudad natal por el presidente conservador Laureano Gómez, a quien lo unía la misma filiación política.
En 1953 publicó su obra más conocida, El Cauca es así, un ensayo sobre la realidad económica y social del departamento, con datos históricos, geográficos y estadísticos que ilustran el proceso de estancamiento de dicha región y su declive en el protagonismo de la vida nacional debido a tensiones políticas, a desmembramientos territoriales y al surgimiento de nuevos polos de desarrollo. En su obra, Arroyo pide "trascender el romanticismo de las efemérides gloriosas y superar en la clase dirigente el egoísmo social y la falta de espíritu público."
A lo largo de su vida política se desempeñó como concejal, contralor departamental y secretario del Senado de la República. Fue miembro de la Academia de Historia del Cauca y es reconocido como el autor de la bandera de Popayán. La condecoración de la Orden de Belalcázar también es de su autoría.

## Familia
Su padre era hijo del político Miguel Arroyo Hurtado, último gobernador del Cauca Grande, y de la historiadora y genealogista Margarita Diez-Colunje y Pombo, mujer de vasta cultura de quien aprendió las primeras letras. Su tío paterno fue el político, historiador y diplomático Miguel Arroyo Diez.
A su vez, su abuela Margarita era sobrina materna del militar y diplomático Lino de Pombo O'Donell y prima del poeta Rafael Pombo Rebolledo, lo que relaciona a Arroyo con la nobleza hispano-irlandesa, ya que la madre de Lino de Pombo estaba emparentada con el Duque de Tetuán y el Conde de Lucena. También era prima del Presidente Julio Arboleda Pombo.

### Matrimonio
Contrajo matrimonio en Popayán con Ana Elvira Céspedes, con quien procreó cuatro hijos: Juan Pablo, Carlos Manuel, Alejandro y Silvia.

### Deceso
Falleció en la ciudad de Cali a los 66 años de edad debido a complicaciones coronarias. Sus restos reposan en su ciudad natal.